# Malešov
Malešov è un comune mercato della Repubblica Ceca facente parte del distretto di Kutná Hora, in Boemia Centrale.